# Boca rosa
«Boca rosa» es una balada pop escrita por Luis Carlos Esteban y producida por J.R. Flórez e interpretada por la cantante dominicana Ángela Carrasco. Fue lanzada como el primer sencillo del álbum del mismo título Boca rosa (1988). La canción se convirtió en el primer sencillo de Carrasco en colocarse número uno en el Hot Latin Tracks de la revista Billboard  y también fue nominada para Premio Lo Nuestro como "Canción pop del año".
"Boca rosa" debutó en el número 49 del chart el 3 de septiembre de 1988, y subió al top 10 cuatro semanas después. Alcanzó la primera posición el 22 de octubre de 1988, sustituyendo a "María" del cantante cubano Franco y siendo reemplazada cuatro semanas más tarde por "Si el amor se va" del cantautor brasileño Roberto Carlos. "Boca rosa" llegó al número 21 de los Hot Latin Tracks de fin de año de 1988. Las agrupaciones musicales Chantelle y Millonarios también grabaron su versión de la canción.